# Beachhandball-Ozeanienmeisterschaften
Die Beachhandball-Ozeanienmeisterschaften sind die offizielle Meisterschaft für A-Nationalmannschaften im Beachhandball der Oceania Continent Handball Federation. Sie wurden erstmals 2013 ausgetragen und werden für Männer wie für Frauen durchgeführt. Sie sind zugleich das Qualifikationsturnier, in dem der Teilnehmer der Region für die Beachhandball-Weltmeisterschaften ermittelt wird.
Bislang wurden bei den Frauen alle Titel von Australien gewonnen, bei den Männern konnte Neuseeland 2022 die australische Dominanz erstmals durchbrechen. War in den ersten Jahren einzig Neuseeland Gegner, kamen zuletzt weitere Nationalmannschaften hinzu, die insbesondere bei den Frauen in Form von Amerikanisch-Samoa seit 2018 gewisse Erfolge erzielen konnten.

## Frauen
| 2013 Details | Maroubra Beach, Sydney, Australien  | Australien                                                 | 2:0                                                        | Neuseeland                                                 | nur zwei Teilnehmer                                                           | nur zwei Teilnehmer                                                           | nur zwei Teilnehmer                                                           |
| 2016 Details | Coolangatta, Gold Coast, Australien | Australien                                                 | 2:0                                                        | Neuseeland                                                 | nur zwei Teilnehmer                                                           | nur zwei Teilnehmer                                                           | nur zwei Teilnehmer                                                           |
| 2018 Details | Glenelg, Australien                 | Australien                                                 | keine Playoffs                                             | Amerikanisch-Samoa                                         | Neuseeland                                                                    | nur drei Teilnehmer                                                           | nur drei Teilnehmer                                                           |
| 2019 Details | Glenelg, Australien                 | Australien                                                 | 2:0                                                        | Amerikanisch-Samoa                                         | Neuseeland                                                                    | 2:1                                                                           | Cookinseln                                                                    |
| 2020         | Coolangatta, Gold Coast, Australien | Ausgefallen. Ursprünglich für den 20. bis 23. Februar 2020 | Ausgefallen. Ursprünglich für den 20. bis 23. Februar 2020 | Ausgefallen. Ursprünglich für den 20. bis 23. Februar 2020 | als vollwertige Kontinentalmeisterschaft angesetzt                            | als vollwertige Kontinentalmeisterschaft angesetzt                            | als vollwertige Kontinentalmeisterschaft angesetzt                            |
| 2022 Details | Coolangatta, Gold Coast, Australien | Australien                                                 | keine Playoffs                                             | Neuseeland                                                 | aufgrund der Reiseprobleme in Folge der COVID-19-Pandemie nur zwei Teilnehmer | aufgrund der Reiseprobleme in Folge der COVID-19-Pandemie nur zwei Teilnehmer | aufgrund der Reiseprobleme in Folge der COVID-19-Pandemie nur zwei Teilnehmer |
| 2023 Details | Coolangatta, Gold Coast, Australien | Australien                                                 | 2:0                                                        | Amerikanisch-Samoa                                         | Cookinseln                                                                    | 2:0                                                                           | Amerikanisch-Samoa                                                            |

### Platzierungen der weiblichen Nationalmannschaften
| Nation             | 2013 | 2016 | 2018 | 2019 | 2022 | 2023 |
| ------------------ | ---- | ---- | ---- | ---- | ---- | ---- |
| Amerikanisch-Samoa | 0–   | 0–   | 02   | 02   | 0–   | 04   |
| Australien         | 01   | 01   | 01   | 01   | 01   | 01   |
| Cookinseln         | 0–   | 0–   | 0–   | 04   | 0–   | 03   |
| Kiribati           | 0–   | 0–   | 0–   | 05   | 0–   | 0–   |
| Neuseeland         | 02   | 02   | 03   | 03   | 02   | 02   |
| Teilnehmerzahl     | 02   | 02   | 03   | 05   | 02   | 04   |

| Legende | Legende | Legende | Legende                                             |
| ------- | ------- | ------- | --------------------------------------------------- |
| 1       | 2       | 3       | Podest-Platzierungen                                |
| 4       | 4       | 4       | Halbfinalist, wenn Halbfinals gespielt wurden       |
| T       | T       | T       | teilgenommen, aber keine Platzierungsspiele         |
| X       | X       | X       | Mannschaft zunächst gemeldet, aber nicht angetreten |

## Männer
| 2013 Details | Maroubra Beach, Sydney, Australien  | Australien                                                | 2:0                                                       | Neuseeland                                                | nur zwei Teilnehmer                                                                              | nur zwei Teilnehmer                                                                              | nur zwei Teilnehmer                                                                              |
| 2016 Details | Coolangatta, Gold Coast, Australien | Australien                                                | 2:1                                                       | Neuseeland                                                | nur zwei Teilnehmer                                                                              | nur zwei Teilnehmer                                                                              | nur zwei Teilnehmer                                                                              |
| 2018 Details | Glenelg, Australien                 | Australien                                                | 2:0                                                       | Neuseeland                                                | nur zwei Teilnehmer                                                                              | nur zwei Teilnehmer                                                                              | nur zwei Teilnehmer                                                                              |
| 2019 Details | Glenelg, Australien                 | Australien                                                | 2:0                                                       | Neuseeland                                                | Cookinseln                                                                                       | 2:1                                                                                              | Amerikanisch-Samoa                                                                               |
| 2020         | Coolangatta, Gold Coast, Australien | Nur Demonstrationsspiel. Australien schlug Neuseeland 2:0 | Nur Demonstrationsspiel. Australien schlug Neuseeland 2:0 | Nur Demonstrationsspiel. Australien schlug Neuseeland 2:0 | Ursprünglich für den 20. bis 23. Februar 2020 als vollwertige Kontinentalmeisterschaft angesetzt | Ursprünglich für den 20. bis 23. Februar 2020 als vollwertige Kontinentalmeisterschaft angesetzt | Ursprünglich für den 20. bis 23. Februar 2020 als vollwertige Kontinentalmeisterschaft angesetzt |
| 2022 Details | Coolangatta, Gold Coast, Australien | Neuseeland                                                | kein Playoff                                              | Australien                                                | aufgrund der Reiseprobleme in Folge der COVID-19-Pandemie nur zwei Teilnehmer                    | aufgrund der Reiseprobleme in Folge der COVID-19-Pandemie nur zwei Teilnehmer                    | aufgrund der Reiseprobleme in Folge der COVID-19-Pandemie nur zwei Teilnehmer                    |
| 2023 Details | Coolangatta, Gold Coast, Australien | Australien                                                | 2:1                                                       | Neuseeland                                                | Cookinseln                                                                                       | nur drei Teilnehmer                                                                              | nur drei Teilnehmer                                                                              |

### Platzierungen der männlichen Nationalmannschaften
| Nation             | 2013 | 2016 | 2018 | 2019 | 2022 | 2023 |
| ------------------ | ---- | ---- | ---- | ---- | ---- | ---- |
| Amerikanisch-Samoa | 0–   | 0–   | 0–   | 04   | 0–   | 0–   |
| Australien         | 01   | 01   | 01   | 01   | 02   | 01   |
| Cookinseln         | 0–   | 0–   | 0–   | 03   | 0–   | 03   |
| Kiribati           | 0–   | 0–   | 0–   | 05   | 0–   | 0–   |
| Neuseeland         | 02   | 02   | 02   | 02   | 01   | 02   |
| Teilnehmerzahl     | 02   | 02   | 02   | 05   | 02   | 03   |

| Legende | Legende | Legende | Legende                                             |
| ------- | ------- | ------- | --------------------------------------------------- |
| 1       | 2       | 3       | Podest-Platzierungen                                |
| 4       | 4       | 4       | Halbfinalist, wenn Halbfinals gespielt wurden       |
| T       | T       | T       | teilgenommen, aber keine Platzierungsspiele         |
| X       | X       | X       | Mannschaft zunächst gemeldet, aber nicht angetreten |

## Ranglisten
| 01 | Australien         | 6 | – | – | 6 | 5 | 1 | – | 6 | 11 | 1 | – | 12 |
| 02 | Neuseeland         | – | 4 | 2 | 6 | 1 | 5 | – | 6 | 1  | 9 | 2 | 12 |
| 03 | Amerikanisch-Samoa | – | 2 | – | 2 | – | – | – | – | –  | 2 | – | 02 |
| 04 | Cookinseln         | – | – | 1 | 1 | – | – | 2 | 2 | –  | – | 3 | 03 |